# Trochalopteron melanostigma
El charlatán orejiplateado (Trochalopteron melanostigma) es una especie de ave paseriforme de la familia Leiothrichidae propia del sudeste asiático. Anteriormente se consideraba una subespecie del charlatán coronicastaño, pero ahora se consideran especies separadas.

## Distribución y hábitat
Se encuentra en las montañas de Birmania, el sur de China, Tailandia, y norte de Laos y Vietnam. Su hábitat natural son los bosques húmedos subtropicales de montaña y las zonas de matorral de alta montaña.